# Kosen džudo
Kosen džudo (高專柔道; Kōsen jūdō) ili Nanatei Jūdō / Shichitei Jūdō (七帝柔道 ), varijacija takmičarskog Kodokan džuda, koji se razvio na Kōtō senmon gakkō tehničkim fakultetima u Japanu u prvoj polovici 20. stoljeća. Pravila Kosena džuda omogućavaju veći naglasak ne-waza  (podne tehnike), nego što se obično događa u natjecateljskom džudu. Ponekad se smatra zasebnim stilom džuda.

## Povijest
Korijeni Kosen džuda vode iz dvije škole džiju-džicu: Fusen-ryū džiju-džicu i džudu, te Kanovoj vrsti džiju-džicu, poznatijoj kao džudo, Kodokan džudo.
Fusen-ryū džiju-džicu osnovao je Takeda Motsuge početkom 1880-ih. Škola je bila temeljena na njegovim ranim džiju-džicu znanjima. Nestanak samurajske klase je bio u skladu s razvojem Fusen-ryūa, i misli se da je zabrana oružane borbe (i stoga manji oslonac na tjelesni oklop) vjerojatno vrlo utjecala na naglasak Fusen-ryūa na naoružane i neoklopljene tehnike. Za razliku od prijašnjih škola koje su se morale boriti s udarcima i grapplingom ograničenima od tjelesnog oklopa (i biti oprezne zbog kontriranja s noževima i mačevima), Fusen-ryū mogao je koristiti različite gi (tradicionalna džudo ili Karate uniforma) manipulacijske tehnike.
Do kraja 19. stoljeća druga škola džiju-džicu, koja se također prilagodila promjenljivoj borbenoj okolini postajala je slavnija pobjeđivanjem starijih, tradicionalnijih škola u nizu borbi. Ovu školu osnovao je Jigoro Kano, bila je nazvana Kodokan džudo i izvor je olimpijskog i športskog džuda u srednjim školama i fakultetima.
Mataemon Tanabe, tadašnji Fusen-ryū majstor, izazvao je Kanovu školu i njezine učenike i u tim borbama dobio sve borbe. Na Kanovo iznenađenje, Fusen-ryūov fokus je bio manji na bacačkim tehnikama, nego na koštce i gušenja - bez obzira da li se primjenjuju u stojećem položaju, kao dio rušenja ili na podu nakon jednostavnog rušenja - nego na elegantna bacanja koja čine srce Kodokan džuda.
Fusen-ryū blistao je na podu, gdje su pribadače, gušenja, ručni i nožni koštci visoko učinkoviti, dok je Kodokan džudo praktikantima bilo udobnije napadati i braniti se iz stojeće pozicije. Jigoro Kano je pozvao majstore svih džiju-džicu ryū-a koje je susreo i zamolio ih da doprinesu razvoju džuda. Isto je to zamolio Tanabea, nagovarajući ga da integrira Fusen-Ryū u Kodokan džudo. Tanabe je na to pristao, pa je svojom odličnom podnim tehnikama (Ne-waza) Fusen-ryū dosta toga dao Kodokan džudu. Zahvaljujući tom doprinosu, danas se Kodokan džudo sastoji od dva glavna skupa vještina, bacanja i podnih tehnike. Iako su tradicionalnije skupine vještina uključivale bacanja, podnu igru, gušenja i udarce, u modernom džudu ništa se ne vidi od udaraca (Atemi-waza).
Pod ranije poznate džudoke, koji su bili pod utjecajem Fusen-ryūa spadaju Yoshiaki Yamashita, Hirata Kanae, Tsunejiro Tomita, Sakujiro Yokoyama i Mitsuo Maeda. Meada je otišao učiti obitelj Gracie džudu, koji će kasnije razviti vještinu poznatu pod imenom Brazilski džiju-džicu. Za razliku od modernog športskog džuda (koji naglašava bacanja, a ne podne tehnike), Brazilski džiju-džicu je sačuvao, i danas je poznat po svojem naglasku na podne tehnike i vjerojatno održava više borilački aspekt putem Vale tudo i danas mješovitim borilačkim vještinama. 

### Nastanak
Džiju-džicu škole su dobile lošu reputaciju u 19. stoljeću. Vještina džiju-džicu nije bila smatrana športom, i njezini praktikanti su bili smatrani nevaljalima. To je brinulo Jigoro Kana, jer je htio da se njegova vještina uči kao način života i da bude tjelesna vježba (za um i tijelo). Od tada je počeo promovirati edukacijsku stranu svoje džiju-džicu ryū. Tako je promijenio ime džiju-džicu u džudo. Teoretski demonstrirano Kanova je škola otišla od buđucu tradicije ratovanja prema budo tradiciji, gdje je uloga individualca bila prava usredotočenost. 

### Širenje Kodokan džudo Ne-waze
Učinkovitost ne-waze (podnih tehnika) i lakoća učenja počeli su mijenjati način na koji su se džudo borbe mijenjale. Bilo je prelagano trenirati krupnog borca u ne-wazi i da on zaustavi najsnažnijeg borca iz druge škole, stoga je uskoro Kano uvidio da bi džudo mogao postati samo ne-waza škola. Godine 1925. bio je toliki naglasak na ne-wazi, zbog njezinih uspjeha na natjecanjima, da je Kano uveo nova pravila ograničavajući količinu vremena koliko džudoka smije biti na podu. Određeno je da tehnike moraju početi od tachi-waze (stojeća pozicija) i ako si povukao svoga protivnika tri puta dolje, on je proglašen pobjednikom. Pravilo je vrijedilo sve do 1940-ih, ali je bilo ignorirano od Kosen džudo škola koje su nastavljale svoj oblik ne-waza natjecanja. 
Kosen džudo se još prakticira na nekim japanskim sveučilištima, osobito na sedam bivših carskih sveučilišta u Japanu. Postoji godišnje prvenstvo između tih sedam sveučilišta (uglavnom u lipnju).

## Evolucija
Za vrijeme promijene pravila 1925. ne-waza je bila popularna i dobro istražena, osobito kod Kosen džudo studenata. Zato što je Kosen džudo bio samo međuškolsko natjecanje, postojala je mogućnost neriješenoga rezultata. Bio je samo ippon (pobjeda pribadačom, predajom ili savršenim bacanjem) ili neriješeno. Vježbanje ne-waza je bilo koristan, jer je lakše postići neriješeno u ne-wazi i brže početnika pripremiti za natjecanje.
Kosen džudo je slijedio svoj put i nastavljao pod starim pravilima sve do danas u natjecanjima sedam sveučilišta. Kano je bio oprezan da ne uništi Kosen džudo kada je uveo nova pravila. To je učinio iz nekoliko razloga:
- relativno je malo radilo samo ne-wazu
- htio je ne-waza specijaliste u džudu
- nije se mogao uvjeriti da je raditi samo ne-wazu loše
- Kosen džudoke su radili i tachi-wazu unatoč njihovom naglasku na ne-wazu

Ovako promijenjena pravila nisu primijenjena kroz cijeli džudo u Japanu dozvoljavajući džudu da se razvije i u stajaćem obliku i na tlu. Nova pravila su izmišljena kao sredstvo naglaska na tachi-wazu dok je vođena velika briga da ne-waza ne postane nepopularna. 

## Duh
Kosen džudo slijedi duh bushida (Kodeks samuraja). Pobjeda je bio najvažniji aspekt, iako u bushidu to znači više pobijediti za grupu, a ne za pojedinca. Bili su elita svoga vremena. Nikad se nisu predavali, čak i kada su bili pribijeni ili njihove ruke polomljene, i radije se onesvijestili nego povikali maitta. Drugi svjetski rat je to promijenio, jer gubitkom rata Kodokan Institut je bio zatvoren, te je naposljetku postao vojna akademija. Poslije sastanaka dogovoreno je da se Kodokan Institut može ponovno otvoriti, samo ako je podučavao džudo na čisti demokratski način. 

## Brazilski džiju-džicu
Godine 1904. Mitsuo Maeda, vrhunski džudoka, bio je poslan u Ameriku da proširi džudo. Na posljetku došao je u Brazil 1915. i podučavao džudo ne-wazu Carlosa Graciea. Hélio Gracie naučio je tehnike gledajući svoga brata Carlosa, i prilagodio ih svom slabom i mršavom tijelu. Ovako se Brazilski džiju-džicu može smatrati direktnim potomkom džudo ne-waze i Kodokan džuda kakav se trenirao prije Drugog svjetskog rata. 
Zbog istaknutosti Brazilskog džiju-džicua u medijima, rivalstvo između džuda i Brazilskog džiju-džicu počelo je rasti. Uskoro se to počelo smatrati štetnim za obje vještine. U Brazilu praktikanti Brazilskog džiju-džicu nikad nisu obraćali puno pozornosti na taj rivalitet, jer nisu smatrali da športski džudo ima bilo kakav utjecaj na njihovu vještinu, a djelomično jer su smatrali da su džudo majstori stare škole sposobni borci.
Trenutačno je trend u Brazilu da se približe Brazilski džiju-džicu i džudo škole. Brazilski džiju-džicu borci išli su u džudo škole kako bi razvili svoju bacačku tehniku, a džudoke su otišli u Brazilske džiju-džicu škole da razviju svoju vještinu ne-waze. Dosta priznanja za to se može dodati specijaliziranim medijima koji su počeli pisati članke o porijeklu Brazilskog džiju-džicu od džuda, promovirajući sukladnost obiju vještina.
Učenjaci smatraju Brazilski džiju-džicu i Kosen džudo više povezanim s ne-wazom Kodokan džuda prije Drugog svjetskog rata, nego što je to današnji džudo kako to prikazuje Kodokan.

## Vanjske poveznice
- Povijest Kosen džuda  Arhivirana inačica izvorne stranice od 26. kolovoza 2007. (Wayback Machine)
- Kosen džudo  Arhivirana inačica izvorne stranice od 6. rujna 2005. (Wayback Machine)
- Kosen džudo